# Shotley
Shotley ist ein Dorf und eine Verwaltungseinheit im District Babergh in der Grafschaft Suffolk, England. Shotley ist 12 km von Ipswich entfernt. Im Jahr 2011 hatte es eine Bevölkerung von 831 Einwohnern (2342, Parish). Shotley wurde 1086 im Domesday Book als Scoteleia erwähnt.